# Caio Sulpício Galba (cônsul em 5 a.C.)
Caio Sulpício Galba (em latim: Gaius Sulpicius Galba) foi um senador romano da gente Sulpícia nomeado cônsul sufecto em 5 a.C.. Caio Sulpício Galba, cônsul em 22, e Sérvio Sulpício Galba, imperador romano no conturbado ano dos quatro imperadores, eram seus filhos.
Casou-se primeiro com Múmia Acaica e, depois, com Lívia Ocelina.